# Eugenio Monti
Eugenio Monti (* 23. Januar 1928 in Toblach, Südtirol; † 1. Dezember 2003 in Belluno) war ein italienischer Bobfahrer und Olympiasieger.

## Karriere
Eugenio Monti begann seine sportliche Karriere als alpiner Skiläufer. Zwei Mal wurde er als solcher italienische Meister. Nach mehreren Stürzen  konnte er allerdings nicht – wie erwartet – an den Olympischen Winterspielen teilnehmen, da er körperlich beeinträchtigt blieb. Monti entschloss sich, im Bobsport zu starten.
Monti gewann in den 1950er und 1960er Jahren zehn Medaillen bei Weltmeisterschaften im Bobfahren (davon neun Gold) und wurde bei den Olympischen Spielen 1968 in Grenoble Olympiasieger im Zweier- und im Viererbob. Seinen Medaillensatz komplettieren zwei Silbermedaillen (Zweier- und Viererbob) bei den Olympischen Winterspielen 1956 in Cortina d’Ampezzo sowie zwei Bronzemedaillen 1964 in Innsbruck. Ebenfalls 1964 wurde er mit dem ersten Pierre de Coubertin World Fair Play Award geehrt, weil er den späteren Siegern im Zweierbob, Anthony Nash und Robin Dixon, aus seinem Bob einen Ersatz für eine abgebrochene Schraube gab. Für diese faire Geste wurde er mit der Pierre-de-Coubertin-Medaille ausgezeichnet. Wegen seiner Haarfarbe erhielt er den Beinamen Rosso Volante (Fliegender Rotschopf).
Mit diesen Erfolgen gilt Monti nach dem Deutschen Francesco Friedrich als erfolgreichster Bobfahrer aller Zeiten. Nach ihm wurde die 18. Kurve der Olympiabahn Cesana Pariol von Cesana (Turin 2006) benannt. Nach seinem Tod im Jahr 2003 wurde die Olympiabahn von 1956 zu seinen Ehren in Pista olimpica Eugenio Monti umbenannt.

## Privates
Nach seinem Rücktritt vom aktiven Sport wurde Monti ein erfolgreicher Unternehmer, der etwa Pistenraupen nach Italien importierte und in Skilifte investierte.
Monti war mit einer US-Amerikanerin verheiratet, die sich 1997 von ihm scheiden ließ und mit der gemeinsamen Tochter in die USA zurückkehrte. Sein Sohn aus dieser Ehe war drogensüchtig und starb im Alter von 30 Jahren an einer Überdosis. Monti selbst erkrankte an der Parkinson-Krankheit und wurde depressiv. Am 30. November 2003 machte er einen Suizidversuch und schoss sich selbst in den Kopf. Er konnte noch in ein Krankenhaus gebracht werden, wo er am 1. Dezember im Alter von 75 Jahren starb.